# Brephulopsis cylindrica
Brephulopsis cylindrica е вид охлюв от семейство Enidae. Видът не е застрашен от изчезване.

## Разпространение
Разпространен е в Украйна. Внесен е в Грузия, Молдова и Русия.

## Описание
Популацията на вида е нарастваща.